# 安圭拉足球代表队
安圭拉足球代表隊是安圭拉的官方男子足球代表隊，由安圭拉足球協會管理，是世界上實力最弱的國家隊（FIFA排名209/209）。
安圭拉於2002年首次參加世界盃外圍賽，遇上巴哈馬以2比5見負；4年後再次出戰，不過可惜對多明尼加大敗0比6。

## 球隊成績

### 世界盃
| 年度   | 參賽成績                                   | 外圍賽戰績                                 | 外圍賽戰績                                 | 外圍賽戰績                                 | 外圍賽戰績                                 | 外圍賽戰績                                 | 外圍賽戰績                                 | 決賽周戰績                                 | 決賽周戰績                                 | 決賽周戰績                                 | 決賽周戰績                                 | 決賽周戰績                                 | 決賽周戰績                                 |
| 年度   | 參賽成績                                   | 場數                                       | 勝                                         | 和                                         | 負                                         | 得球                                       | 失球                                       | 場數                                       | 勝                                         | 和                                         | 負                                         | 得球                                       | 失球                                       |
| ------ | ------------------------------------------ | ------------------------------------------ | ------------------------------------------ | ------------------------------------------ | ------------------------------------------ | ------------------------------------------ | ------------------------------------------ | ------------------------------------------ | ------------------------------------------ | ------------------------------------------ | ------------------------------------------ | ------------------------------------------ | ------------------------------------------ |
| 1930年 | 當時仍是聖克里斯多福-尼維斯-安圭拉的一部分 | 當時仍是聖克里斯多福-尼維斯-安圭拉的一部分 | 當時仍是聖克里斯多福-尼維斯-安圭拉的一部分 | 當時仍是聖克里斯多福-尼維斯-安圭拉的一部分 | 當時仍是聖克里斯多福-尼維斯-安圭拉的一部分 | 當時仍是聖克里斯多福-尼維斯-安圭拉的一部分 | 當時仍是聖克里斯多福-尼維斯-安圭拉的一部分 | 當時仍是聖克里斯多福-尼維斯-安圭拉的一部分 | 當時仍是聖克里斯多福-尼維斯-安圭拉的一部分 | 當時仍是聖克里斯多福-尼維斯-安圭拉的一部分 | 當時仍是聖克里斯多福-尼維斯-安圭拉的一部分 | 當時仍是聖克里斯多福-尼維斯-安圭拉的一部分 | 當時仍是聖克里斯多福-尼維斯-安圭拉的一部分 |
| 1934年 | 當時仍是聖克里斯多福-尼維斯-安圭拉的一部分 | 當時仍是聖克里斯多福-尼維斯-安圭拉的一部分 | 當時仍是聖克里斯多福-尼維斯-安圭拉的一部分 | 當時仍是聖克里斯多福-尼維斯-安圭拉的一部分 | 當時仍是聖克里斯多福-尼維斯-安圭拉的一部分 | 當時仍是聖克里斯多福-尼維斯-安圭拉的一部分 | 當時仍是聖克里斯多福-尼維斯-安圭拉的一部分 | 當時仍是聖克里斯多福-尼維斯-安圭拉的一部分 | 當時仍是聖克里斯多福-尼維斯-安圭拉的一部分 | 當時仍是聖克里斯多福-尼維斯-安圭拉的一部分 | 當時仍是聖克里斯多福-尼維斯-安圭拉的一部分 | 當時仍是聖克里斯多福-尼維斯-安圭拉的一部分 | 當時仍是聖克里斯多福-尼維斯-安圭拉的一部分 |
| 1938年 | 當時仍是聖克里斯多福-尼維斯-安圭拉的一部分 | 當時仍是聖克里斯多福-尼維斯-安圭拉的一部分 | 當時仍是聖克里斯多福-尼維斯-安圭拉的一部分 | 當時仍是聖克里斯多福-尼維斯-安圭拉的一部分 | 當時仍是聖克里斯多福-尼維斯-安圭拉的一部分 | 當時仍是聖克里斯多福-尼維斯-安圭拉的一部分 | 當時仍是聖克里斯多福-尼維斯-安圭拉的一部分 | 當時仍是聖克里斯多福-尼維斯-安圭拉的一部分 | 當時仍是聖克里斯多福-尼維斯-安圭拉的一部分 | 當時仍是聖克里斯多福-尼維斯-安圭拉的一部分 | 當時仍是聖克里斯多福-尼維斯-安圭拉的一部分 | 當時仍是聖克里斯多福-尼維斯-安圭拉的一部分 | 當時仍是聖克里斯多福-尼維斯-安圭拉的一部分 |
| 1950年 | 當時仍是聖克里斯多福-尼維斯-安圭拉的一部分 | 當時仍是聖克里斯多福-尼維斯-安圭拉的一部分 | 當時仍是聖克里斯多福-尼維斯-安圭拉的一部分 | 當時仍是聖克里斯多福-尼維斯-安圭拉的一部分 | 當時仍是聖克里斯多福-尼維斯-安圭拉的一部分 | 當時仍是聖克里斯多福-尼維斯-安圭拉的一部分 | 當時仍是聖克里斯多福-尼維斯-安圭拉的一部分 | 當時仍是聖克里斯多福-尼維斯-安圭拉的一部分 | 當時仍是聖克里斯多福-尼維斯-安圭拉的一部分 | 當時仍是聖克里斯多福-尼維斯-安圭拉的一部分 | 當時仍是聖克里斯多福-尼維斯-安圭拉的一部分 | 當時仍是聖克里斯多福-尼維斯-安圭拉的一部分 | 當時仍是聖克里斯多福-尼維斯-安圭拉的一部分 |
| 1954年 | 當時仍是聖克里斯多福-尼維斯-安圭拉的一部分 | 當時仍是聖克里斯多福-尼維斯-安圭拉的一部分 | 當時仍是聖克里斯多福-尼維斯-安圭拉的一部分 | 當時仍是聖克里斯多福-尼維斯-安圭拉的一部分 | 當時仍是聖克里斯多福-尼維斯-安圭拉的一部分 | 當時仍是聖克里斯多福-尼維斯-安圭拉的一部分 | 當時仍是聖克里斯多福-尼維斯-安圭拉的一部分 | 當時仍是聖克里斯多福-尼維斯-安圭拉的一部分 | 當時仍是聖克里斯多福-尼維斯-安圭拉的一部分 | 當時仍是聖克里斯多福-尼維斯-安圭拉的一部分 | 當時仍是聖克里斯多福-尼維斯-安圭拉的一部分 | 當時仍是聖克里斯多福-尼維斯-安圭拉的一部分 | 當時仍是聖克里斯多福-尼維斯-安圭拉的一部分 |
| 1958年 | 當時仍是聖克里斯多福-尼維斯-安圭拉的一部分 | 當時仍是聖克里斯多福-尼維斯-安圭拉的一部分 | 當時仍是聖克里斯多福-尼維斯-安圭拉的一部分 | 當時仍是聖克里斯多福-尼維斯-安圭拉的一部分 | 當時仍是聖克里斯多福-尼維斯-安圭拉的一部分 | 當時仍是聖克里斯多福-尼維斯-安圭拉的一部分 | 當時仍是聖克里斯多福-尼維斯-安圭拉的一部分 | 當時仍是聖克里斯多福-尼維斯-安圭拉的一部分 | 當時仍是聖克里斯多福-尼維斯-安圭拉的一部分 | 當時仍是聖克里斯多福-尼維斯-安圭拉的一部分 | 當時仍是聖克里斯多福-尼維斯-安圭拉的一部分 | 當時仍是聖克里斯多福-尼維斯-安圭拉的一部分 | 當時仍是聖克里斯多福-尼維斯-安圭拉的一部分 |
| 1962年 | 當時仍是聖克里斯多福-尼維斯-安圭拉的一部分 | 當時仍是聖克里斯多福-尼維斯-安圭拉的一部分 | 當時仍是聖克里斯多福-尼維斯-安圭拉的一部分 | 當時仍是聖克里斯多福-尼維斯-安圭拉的一部分 | 當時仍是聖克里斯多福-尼維斯-安圭拉的一部分 | 當時仍是聖克里斯多福-尼維斯-安圭拉的一部分 | 當時仍是聖克里斯多福-尼維斯-安圭拉的一部分 | 當時仍是聖克里斯多福-尼維斯-安圭拉的一部分 | 當時仍是聖克里斯多福-尼維斯-安圭拉的一部分 | 當時仍是聖克里斯多福-尼維斯-安圭拉的一部分 | 當時仍是聖克里斯多福-尼維斯-安圭拉的一部分 | 當時仍是聖克里斯多福-尼維斯-安圭拉的一部分 | 當時仍是聖克里斯多福-尼維斯-安圭拉的一部分 |
| 1966年 | 當時仍是聖克里斯多福-尼維斯-安圭拉的一部分 | 當時仍是聖克里斯多福-尼維斯-安圭拉的一部分 | 當時仍是聖克里斯多福-尼維斯-安圭拉的一部分 | 當時仍是聖克里斯多福-尼維斯-安圭拉的一部分 | 當時仍是聖克里斯多福-尼維斯-安圭拉的一部分 | 當時仍是聖克里斯多福-尼維斯-安圭拉的一部分 | 當時仍是聖克里斯多福-尼維斯-安圭拉的一部分 | 當時仍是聖克里斯多福-尼維斯-安圭拉的一部分 | 當時仍是聖克里斯多福-尼維斯-安圭拉的一部分 | 當時仍是聖克里斯多福-尼維斯-安圭拉的一部分 | 當時仍是聖克里斯多福-尼維斯-安圭拉的一部分 | 當時仍是聖克里斯多福-尼維斯-安圭拉的一部分 | 當時仍是聖克里斯多福-尼維斯-安圭拉的一部分 |
| 1970年 | 當時仍是聖克里斯多福-尼維斯-安圭拉的一部分 | 當時仍是聖克里斯多福-尼維斯-安圭拉的一部分 | 當時仍是聖克里斯多福-尼維斯-安圭拉的一部分 | 當時仍是聖克里斯多福-尼維斯-安圭拉的一部分 | 當時仍是聖克里斯多福-尼維斯-安圭拉的一部分 | 當時仍是聖克里斯多福-尼維斯-安圭拉的一部分 | 當時仍是聖克里斯多福-尼維斯-安圭拉的一部分 | 當時仍是聖克里斯多福-尼維斯-安圭拉的一部分 | 當時仍是聖克里斯多福-尼維斯-安圭拉的一部分 | 當時仍是聖克里斯多福-尼維斯-安圭拉的一部分 | 當時仍是聖克里斯多福-尼維斯-安圭拉的一部分 | 當時仍是聖克里斯多福-尼維斯-安圭拉的一部分 | 當時仍是聖克里斯多福-尼維斯-安圭拉的一部分 |
| 1974年 | 當時仍是聖克里斯多福-尼維斯-安圭拉的一部分 | 當時仍是聖克里斯多福-尼維斯-安圭拉的一部分 | 當時仍是聖克里斯多福-尼維斯-安圭拉的一部分 | 當時仍是聖克里斯多福-尼維斯-安圭拉的一部分 | 當時仍是聖克里斯多福-尼維斯-安圭拉的一部分 | 當時仍是聖克里斯多福-尼維斯-安圭拉的一部分 | 當時仍是聖克里斯多福-尼維斯-安圭拉的一部分 | 當時仍是聖克里斯多福-尼維斯-安圭拉的一部分 | 當時仍是聖克里斯多福-尼維斯-安圭拉的一部分 | 當時仍是聖克里斯多福-尼維斯-安圭拉的一部分 | 當時仍是聖克里斯多福-尼維斯-安圭拉的一部分 | 當時仍是聖克里斯多福-尼維斯-安圭拉的一部分 | 當時仍是聖克里斯多福-尼維斯-安圭拉的一部分 |
| 1978年 | 當時仍是聖克里斯多福-尼維斯-安圭拉的一部分 | 當時仍是聖克里斯多福-尼維斯-安圭拉的一部分 | 當時仍是聖克里斯多福-尼維斯-安圭拉的一部分 | 當時仍是聖克里斯多福-尼維斯-安圭拉的一部分 | 當時仍是聖克里斯多福-尼維斯-安圭拉的一部分 | 當時仍是聖克里斯多福-尼維斯-安圭拉的一部分 | 當時仍是聖克里斯多福-尼維斯-安圭拉的一部分 | 當時仍是聖克里斯多福-尼維斯-安圭拉的一部分 | 當時仍是聖克里斯多福-尼維斯-安圭拉的一部分 | 當時仍是聖克里斯多福-尼維斯-安圭拉的一部分 | 當時仍是聖克里斯多福-尼維斯-安圭拉的一部分 | 當時仍是聖克里斯多福-尼維斯-安圭拉的一部分 | 當時仍是聖克里斯多福-尼維斯-安圭拉的一部分 |
| 1982年 | 沒有參賽                                   | 沒有參賽                                   | 沒有參賽                                   | 沒有參賽                                   | 沒有參賽                                   | 沒有參賽                                   | 沒有參賽                                   | 沒有參賽                                   | 沒有參賽                                   | 沒有參賽                                   | 沒有參賽                                   | 沒有參賽                                   | 沒有參賽                                   |
| 1986年 | 沒有參賽                                   | 沒有參賽                                   | 沒有參賽                                   | 沒有參賽                                   | 沒有參賽                                   | 沒有參賽                                   | 沒有參賽                                   | 沒有參賽                                   | 沒有參賽                                   | 沒有參賽                                   | 沒有參賽                                   | 沒有參賽                                   | 沒有參賽                                   |
| 1990年 | 沒有參賽                                   | 沒有參賽                                   | 沒有參賽                                   | 沒有參賽                                   | 沒有參賽                                   | 沒有參賽                                   | 沒有參賽                                   | 沒有參賽                                   | 沒有參賽                                   | 沒有參賽                                   | 沒有參賽                                   | 沒有參賽                                   | 沒有參賽                                   |
| 1994年 | 沒有參賽                                   | 沒有參賽                                   | 沒有參賽                                   | 沒有參賽                                   | 沒有參賽                                   | 沒有參賽                                   | 沒有參賽                                   | 沒有參賽                                   | 沒有參賽                                   | 沒有參賽                                   | 沒有參賽                                   | 沒有參賽                                   | 沒有參賽                                   |
| 1998年 | 沒有參賽                                   | 沒有參賽                                   | 沒有參賽                                   | 沒有參賽                                   | 沒有參賽                                   | 沒有參賽                                   | 沒有參賽                                   | 沒有參賽                                   | 沒有參賽                                   | 沒有參賽                                   | 沒有參賽                                   | 沒有參賽                                   | 沒有參賽                                   |
| 2002年 | 外圍賽首圈出局                             | 2                                          | 0                                          | 0                                          | 2                                          | 2                                          | 5                                          | -                                          | -                                          | -                                          | -                                          | -                                          | -                                          |
| 2006年 | 外圍賽首圈出局                             | 2                                          | 0                                          | 1                                          | 1                                          | 0                                          | 6                                          | -                                          | -                                          | -                                          | -                                          | -                                          | -                                          |
| 2010年 | 外圍賽首圈出局                             | 2                                          | 0                                          | 0                                          | 2                                          | 0                                          | 16                                         | -                                          | -                                          | -                                          | -                                          | -                                          | -                                          |
| 2014年 | 外圍賽首圈出局                             | 2                                          | 0                                          | 0                                          | 2                                          | 0                                          | 6                                          | -                                          | -                                          | -                                          | -                                          | -                                          | -                                          |
| 2018年 | 外圍賽首圈出局                             | 2                                          | 0                                          | 0                                          | 2                                          | 0                                          | 8                                          | -                                          | -                                          | -                                          | -                                          | -                                          | -                                          |
| 合計   | 合計                                       | 10                                         | 0                                          | 1                                          | 9                                          | 2                                          | 41                                         | -                                          | -                                          | -                                          | -                                          | -                                          | -                                          |

## 歷屆美洲金盃成績
- 1991年 至 2002年 - 外圍賽出局
- 2003年 - 沒有參賽
- 2005年 - 退出
- 2007年 至 2019年 - 外圍賽出局